# Momoria catopa
Momoria catopa är en insektsart som beskrevs av Blocker 1982. Momoria catopa ingår i släktet Momoria och familjen dvärgstritar. Inga underarter finns listade i Catalogue of Life.